# Proceso (revista)
Proceso es un semanario de opinión y análisis político y social mexicano fundado el 6 de noviembre de 1976 por Julio Scherer García, Miguel Ángel Granados Chapa, Vicente Leñero y Armando Ponce, entre otros. Además de la política local, Proceso también incluye artículos de crítica, deporte, arte, cultura y otros temas.

## Historia

### Fundación
La revista Proceso fue fundada el 6 de noviembre de 1976 por Julio Scherer García, tras su salida del diario Excélsior, el cual, a partir de 1970 comenzó a incluir agudas críticas, reportajes de investigación y crónicas, así como editoriales escritos por intelectuales como Daniel Cosío Villegas, que no eran del agrado del Gobierno del entonces presidente mexicano Luis Echeverría, ni de los grupos del poder económico.
El 8 de julio de 1976, durante la asamblea de la Cooperativa Excélsior convocada ilegalmente, Julio Scherer y sus seguidores fueron expulsados. Regino Díaz Redondo tomó el cargo de director del diario Excélsior, del que Scherer era presidente. Fue el 19 de julio de 1976 cuando se conformó el comité fundador de la revista. 
En noviembre siguiente renunciaron al periódico Excélsior más de 200 reporteros, fotógrafos, diseñadores, articulistas, editorialistas y colaboradores, entre ellos: Manuel Becerra Acosta, subdirector; Octavio Paz, director del semanario Plural; Carlos Monsiváis; Vicente Leñero; Miguel Ángel Granados Chapa; Rafael Ramírez Castañeda; José Emilio Pacheco; Heberto Castillo; Abel Quezada; Jorge Ibargüengoitia y Froylán López Narváez.
La primera publicación de la revista apareció del 6 de noviembre de 1976, con una circulación de 100 mil ejemplares. Muy crítica con el Partido Revolucionario Institucional y con los presidentes mexicanos, Proceso nació como una respuesta contra Luis Echeverría Álvarez. Sus artículos se han caracterizado por una dura crítica contra los gobiernos de derecha.[cita requerida]
El segundo director de la revista, Rafael Rodríguez Castañeda, se jubiló el 31 de enero de 2020, y desde el día siguiente a esa fecha, el nuevo director ha sido Jorge Carrasco Araizaga.

## Proceso Jalisco
En noviembre de 2004 el semanario Proceso decidió implementar un suplemento en el estado de Jalisco. En un principio, la revista contemplaba abrir sedes en Nuevo León y Jalisco, pero por cuestiones económicas solo se abrió  Jalisco al mando de periodista Felipe Cobián  y con  un equipo integrado por  los reporteros Alberto Osorio, Gloria Reza, Hermenguildo Olguín; reporteros de cultura Javier Ramírez y Gustavo García, y los caricaturistas Rogelio y Cucho. 
Proceso Jalisco se caracterizó por ser un suplemento fiel a la idea de la revista nacional: un semanario repleto de reportajes de investigación. Contaba con 82 páginas de las cuales 16 pertenencia a la sección estatal y el resto a informativos de carácter nacional e internacional. Aunque los reporteros tenían libertad de expresión para poder escribir los temas que sucedían en Jalisco, el semanario siempre le dio prioridad a los temas nacionales como portada aunque la revista se distribuyera en Jalisco. La única diferencia entre el semanario nacional y el estatal, es que en la portada indicaba de lado superior derecho "Jalisco" con letras amarillas. 
Jalisco contó con 666 ediciones de 2004 a 2017 y cerró oficialmente el 13 de agosto de 2017. Previo al cierre del suplemento en Jalisco, en noviembre de 2015 sale de la dirección del suplemento el periodista Felipe Cobián y se queda a cargo de la edición la reportera Gloria Reza, teniendo como únicos reporteros a Jorge Covarrubias y Alberto Osorio.  Sin embargo entre sus páginas podían leerse reportajes de otros periodistas como Ana Lozano, Esperanza Romero y Ricardo Balderas. Tras el cierre del semanario se crearon dos medios web en donde se han desarrollado los reporteros de Proceso: la revista Punto Rojo y Partidero.

## Controversias

### Conflictos con Martha Sahagún y Vicente Fox
La periodista Olga Wornat publicó en la revista un reportaje sobre la anulación eclesiástica del primer matrimonio de Martha Sahagún y el proceso canónico alrededor de aquella; tras la publicación del reportaje, se dio una demanda contra Proceso, y la periodista por daño moral, en el cual, en primera instancia judicial se dio razón a Sahagún, pero en la segunda instancia se revocó la pena a Proceso, pero continuando contra Olga Wornat.[cita requerida]
También, Proceso ha publicado reportajes sobre el presunto enriquecimiento de Manuel Bribiesca Sahagún, hijo de Martha Sahagún, entre otras cosas, por concesiones del Gobierno de Vicente Fox, entre ellos por venta de casas de origen gubernamental, las cuales habrían sido escrituradas a un precio más alto del pagado, además de conseguir entre sus bienes aviones de reacción, entre otras cosas, lo que el mismo ha negado.[cita requerida]
Al final del sexenio de Vicente Fox, y con motivo de la aparición de este en una revista del corazón haciendo gala de sus propiedades en Guanajuato, Proceso realizó un reportaje especial sobre lo que sus reporteros y editorial llamaron una «inmensa propiedad de bienes inmuebles». La revista se ha dedicado a aportar pruebas documentales y a entrevistar a diversos personajes para tratar de demostrar el enriquecimiento ilícito de Vicente Fox y su familia. El expresidente ha acusado reiteradamente al semanario de ser el principal instigador de una campaña negra en su contra. Si bien en el aniversario número 30 de Proceso, Fox reconoció su calidad y relevancia, después de las acusaciones la descalificó, e incluso la llamó «periodicucho».

### Solicitud de acceso a las boletas de la elección de 2006
En agosto de 2006, por iniciativa de los investigadores de la Universidad Nacional Autónoma de México, John Ackerman e Irma Eréndira Sandoval, el director de Proceso emitió una solicitud formal al Instituto Federal Electoral (IFE) para realizar una investigación periodística de las elecciones de 2006 mediante la revisión del total de las boletas electorales utilizadas en la elección para presidente. Según la revista, su investigación, que sería en los hechos un recuento de todos los votos de la elección, tendría únicamente fines informativos, una vez que el presidente electo hubiese sido determinado por el Tribunal Electoral del Poder Judicial de la Federación. La elección presidencial, sumamente competida, fue impugnada por la Coalición Por el Bien de Todos y posteriormente declarada por esta misma como fraudulenta. La petición de Proceso es la primera en su tipo y, según los editores, representa una prueba de fuego para la democracia mexicana y el derecho de los ciudadanos al acceso a la información pública.
A la solicitud de Proceso se han sumado miles de lectores —unos once mil, según el semanario—, así como universidades y personal académico, de manera paralela a solicitudes posteriores del diario El Universal y de dos ciudadanos, realizadas de modo independiente. El IFE, sin embargo, ha negado la posibilidad de acceso, argumentando que sería ilegal, pues las boletas no son documentos públicos, sino «la expresión material de la voluntad ciudadana», y una vez que el tribunal declaró electo a Felipe Calderón, el IFE arguyó que la sentencia es definitoria y no puede ser puesta a prueba, pues representaría un riesgo para la vida institucional del país, además de que «existen límites legítimos para restringir el derecho a la información», y refrendó su compromiso de incinerar las boletas. En contraparte, el Instituto Electoral del Distrito Federal sí permitió a una ciudadana el acceso al total de boletas de la elección para jefe de gobierno de 2006.
La negativa del IFE fue evaluada por Proceso como una razón de Estado, y sus asesores jurídicos calificaron los argumentos como políticos y sin sustento legal. El semanario solicitó un juicio de amparo a la Suprema Corte de Justicia para evitar la destrucción de los paquetes electorales y ha recurrido en al Tribunal Electoral del Poder Judicial de la Federación; asimismo, analiza acudir ante organismos internacionales.[cita requerida]

### Resolución a favor de Sanjuana Martínez
En febrero de 2015 la periodista Sanjuana Martínez ganó un juicio en contra de Proceso por despido injustificado (ocurrido en julio de 2006). Sanjuana Martínez declararía posteriormente, que dado que la revista supuestamente defiende a los sectores más desfavorecidos, incluyendo a los trabajadores que han sido despedidos injustificadamente, «no es lo mismo ser censurada y despedida injustificadamente por la revista Proceso que por MVS o Televisa, aunque debería de serlo sin considerar la línea editorial o la ideología. Esto (...) es un asunto estrictamente de justicia laboral».
Desde la pérdida de la demanda, la revista se ha mostrado mucho más crítica con el trabajo de Sanjuana Martínez. La revista nunca publicó el resultado del fallo.